# گردش دماشوری

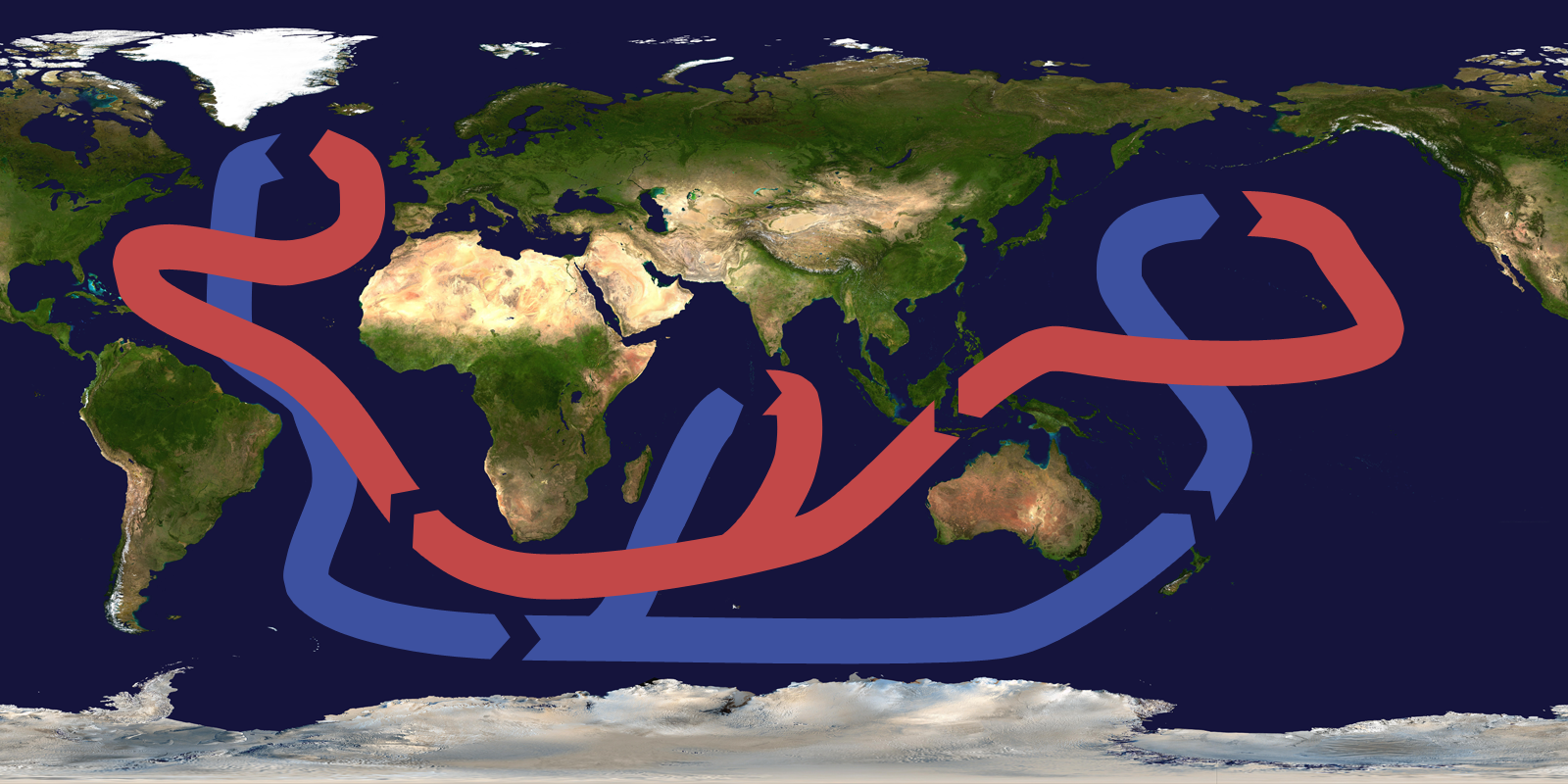
گردش دماشوری در اقیانوس‌های جهان

منظور از گردش گرماشور (به انگلیسی: Thermohaline circulation) جریان‌های عمده آب در اقیانوس‌ها و دریاها است. دمای آب و درصد شوری آن، هر دو در چگالی آب و بنابراین در ایجاد گردش و جریان آب در اقیانوس‌ها تأثیر اساسی دارند و گردش آبی که در اثر این دو عامل پدید می‌آید گردش دماشوری نام دارد.

## شیوه عملکرد
تمام اقیانوس‌های سیاره زمین توسط جریان بزرگی از آب جاری به هم وصل می‌باشند که نوار نقاله اقیانوسی نامیده می‌شود. توسط همین نوار نقاله است که آب گرم منطقه استوایی اقیانوس‌ها راه شمال را در پیش گرفته تا به گرینلند برسد. آنجا آب به تدریج سرد شده و به اعماق اقیانوس بازمی‌گردد تا از طریق بستر آن دوباره به استوا بازگردد. این جریان عظیم آبی در متعادل نگه داشتن دمای زمین بسیار مؤثر است. به کمک همین کمربند آبی است که زمستان‌های قطبی گرینلند و سواحل غربی اروپا قابل تحمل می‌شود.

## گردش دماشوری و تغییر اقلیم زمین
نوار نقاله اقیانوسی به میزان شوری آب بسیار حساس است. اگر مقدار زیادی آب شیرین به این سیستم تزریق شود، جریان آب شیرین که سبکتر است به مرور که سرد می‌شود از آب شور هم دمای خود سنگین‌تر شده و قبل از رسیدن به گرینلند به کف اقیانوس می‌رسد و راه بازگشت را در پیش می‌گیرد؛ بنابراین نقش حساس کمربند اقیانوسی در گرم کردن مناطق قطبی به خوبی ایفا نخواهد شد.
در انتهای آخرین ر یخبندان و زمانی که هوا کمی گرمتر شده بود، یک دریاچه بزرگ یخی به نام آگاسیز در آمریکای شمالی ذوب شد و به اقیانوس اطلس شمالی ریخت. حدس زده می‌شود که حجم آب شیرین یخ زده این دریاچه به اندازهٔ مجموع حجم تمامی دریاچه‌های امروزی بوده است. این مقدار زیاد آب شیرین در طی زمانی حدود ۱۰ سال حرکت نوار نقاله اقیانوسی را متوقف کرد؛ بنابراین شمال اروپا کاملاً یخ زد. بیش از هزار سال زمان لازم بود تا آب شیرین تزریق شده به نوار نقاله مرده اقیانوسی پراکنده و مستهلک شود و دوباره جریان بزرگ اقیانوسی به راه افتد.